# Аккунъягун
Аккунъягун (устар. Аккун-Ягун) — река в Ханты-Мансийский АО России. Устье реки находится в 12 км по правому берегу реки Сухмитингъягун. Длина реки составляет 14 км.
Высота истока — 63,1 м над уровнем моря. Высота устья — 52 м над уровнем моря.

## Данные водного реестра
По данным государственного водного реестра России относится к Верхнеобскому бассейновому округу, водохозяйственный участок реки — Обь от впадения реки Вах до города Нефтеюганск, речной подбассейн реки — Обь ниже Ваха до впадения Иртыша. Речной бассейн реки — (Верхняя) Обь до впадения Иртыша.